# رئیس فدرال رزرو

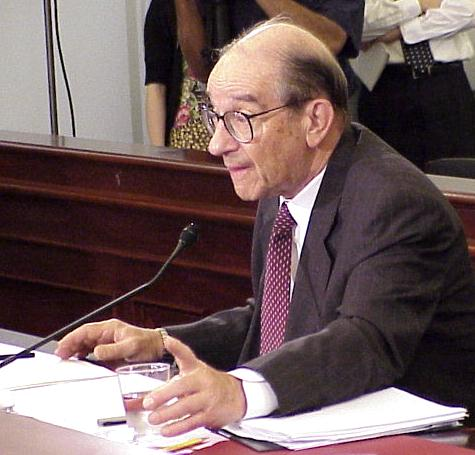
آلن گرینسپن، از مشاهیر تاریخ رئیس بانک مرکزی ایالات متحده آمریکا است.

رئیس شورای حکام سامانه فدرال رزرو یا رئیس شورای عالی خزانه‌داری آمریکا (به انگلیسی: Chairman of The Federal Reserve) از مهم‌ترین مقامات آمریکا است. این مقام، ریاست اجرایی فدرال رزرو را بر عهده دارد.
کمیته بازار باز فدرال رزرو سیاست‌های پولی را تعیین می‌کند. این کمیته متشکل از ۱۲ عضو است که ۷ تن از آن‌ها برای مدت ۱۴ سال توسط رئیس‌جمهور ایالات متحده آمریکا منصوب می‌شوند. به این ترتیب که هر دو سال و در ژانویه یکی از این اعضاء که دوره‌اش به پایان رسیده‌است جای خود را به کسی می‌دهد که به پیشنهاد رئیس‌جمهور و تأیید سنا انتخاب می‌شود.
۵ عضو دیگر شامل رئیس فدرال رزرو نیویورک (که عملیات بازار باز در آنجا انجام می‌گیرد) و چهار رئیس فدرال رزروهای منطقه‌ای دیگر هستند که به صورت دوره‌ای از میان ۱۱ فدرال رزرو منطقه‌ای باقی‌مانده انتخاب می‌شوند. رئیس‌جمهور از میان این ۷ نفر یک نفر را به عنوان رئیس فدرال رزرو و یک نفر را به عنوان نایب رئیس برای یک دوره چهار ساله انتخاب می‌کند. هیئت مدیره فدرال رزرو، رئیس و نایب رئیس هر یک از مناطق ۱۲-گانه را انتخاب می‌کنند.
این مقام به مدت ۴ سال توسط رئیس‌جمهور ایالات متحده آمریکا و تأیید سنا منصوب می‌شود، و از ارکان تصمیم گیرنده مسائل اقتصادی آمریکا است.
دونالد ترامپ، «جروم پاول» را به ریاست بانک مرکزی آمریکا منصوب کرد.
بدین ترتیب، پاول به عنوان قدرتمندترین بانکدار در جهان، جانشین «جنت یلن» رئیس قبلی فدرال رزرو شد که دوره تصدی او در ماه فوریه ۲۰۱۸ به پایان رسید.

## فهرست روسای فدرال رزرو
رئیس فدرال رزرو پس از انتصاب برای یک دوره چهار ساله خدمت می‌کند، اما ممکن است برای چندین دوره متوالی چهار ساله مجدداً منصوب شود. از زمانی که فدرال رزرو در سال ۱۹۱۴ تأسیس شد، افراد زیر به عنوان رئیس کار کرده‌اند.
| ردیف | تصویر | نام (تولد-فوت)                | دوره ریاست      | دوره ریاست      | مدت خدمت        | تعیین شده توسط                                      |
| ردیف | تصویر | نام (تولد-فوت)                | آغاز به کار     | پایان دوره      | مدت خدمت        | تعیین شده توسط                                      |
| ---- | ----- | ----------------------------- | --------------- | --------------- | --------------- | --------------------------------------------------- |
| -    |       | ویلیام گیبس مک‌آدو (۱۸۶۳–۱۹۴۱) | ۲۳ دسامبر ۱۹۱۳  | ۱۰ اوت ۱۹۱۴     | ۲۳۰ روز         | اعضای شورا                                          |
| ۱    |       | چارلز هملین (۱۸۶۳–۱۹۴۱)       | ۱۰ اوت ۱۹۱۴     | ۹ اوت ۱۹۱۶      | ۱ سال، ۳۶۵ روز  | وودرو ویلسون                                        |
| ۲    |       | ویلیام هاردینگ (۱۸۶۴–۱۹۳۰)    | ۱۰ اوت ۱۹۱۶     | ۹ اوت ۱۹۲۲      | ۵ سال، ۳۶۴ روز  | وودرو ویلسون                                        |
| ۳    |       | دنیل کریسینگر (۱۸۶۰–۱۹۴۲)     | ۱ می ۱۹۲۳       | ۱۵ سپتامبر ۱۹۲۷ | ۴ سال، ۱۳۷ روز  | وارن جی. هاردینگ                                    |
| ۴    |       | روی یانگ (۱۸۸۲–۱۹۶۰)          | ۴ اکتبر ۱۹۲۷    | ۳۱ اوت ۱۹۳۰     | ۲ سال، ۳۳۱ روز  | کالوین کولیج                                        |
| ۵    |       | یوجین میر (۱۸۷۵–۱۹۵۹)         | ۱۶ سپتامبر ۱۹۳۰ | ۱۰ می ۱۹۳۳      | ۲ سال، ۲۳۶ روز  | هربرت هوور                                          |
| ۶    |       | یوجین رابرت بلک (۱۸۷۳–۱۹۳۴)   | ۱۹ می ۱۹۳۳      | ۱۵ اوت ۱۹۳۴     | ۱ سال، ۸۸ روز   | فرانکلین دلانو روزولت                               |
| ۷    |       | مارینر اکلز (۱۸۹۰–۱۹۷۷)       | ۱۵ نوامبر ۱۹۳۴  | ۳۱ ژانویه ۱۹۴۸  | ۱۳ سال، ۷۷ روز  | فرانکلین دلانو روزولت                               |
| ۸    |       | توماس مک کیب (۱۸۹۳–۱۹۸۲)      | ۱۵ آوریل ۱۹۴۸   | ۳۱ مارس ۱۹۵۱    | ۲ سال، ۳۵۰ روز  | هری ترومن                                           |
| ۹    |       | بیل مارتین (۱۹۰۶–۱۹۹۸)        | ۲ آوریل ۱۹۵۱    | ۳۱ ژانویه ۱۹۷۰  | ۱۸ سال، ۳۰۴ روز | هری ترومن دوایت آیزنهاور جان اف. کندی لیندون جانسون |
| ۱۰   |       | آرتور برنز (۱۹۰۴–۱۹۸۷)        | ۱ فوریه ۱۹۷۰    | ۳۱ ژانویه ۱۹۷۸  | ۷ سال، ۳۶۴ روز  | ریچارد نیکسون                                       |
| ۱۱   |       | ویلیام میلر (۱۹۲۵–۲۰۰۶)       | ۸ مارس ۱۹۷۸     | ۶ اوت ۱۹۷۹      | ۱ سال، ۱۵۱ روز  | جیمی کارتر                                          |
| ۱۲   |       | پال ولکر (۱۹۲۷–۲۰۱۹)          | ۶ اوت ۱۹۷۹      | ۱۱ اوت ۱۹۸۷     | ۸ سال، ۵ روز    | جیمی کارتر رونالد ریگان                             |
| ۱۳   |       | آلن گرینسپن (۱۹۲۶-)           | ۱۱ اوت ۱۹۸۷     | ۳۱ ژانویه ۲۰۰۶  | ۱۸ سال، ۱۷۳ روز | رونالد ریگان جرج بوش بیل کلینتون جرج دابلیو. بوش    |
| ۱۴   |       | بن برننکی (۱۹۵۳-)             | ۱ فوریه ۲۰۰۶    | ۳۱ ژانویه ۲۰۱۴  | ۷ سال، ۳۶۴ روز  | جرج دابلیو. بوش باراک اوباما                        |
| ۱۵   |       | جنت یلن (۱۹۴۶-)               | ۳ فوریه ۲۰۱۴    | ۳ فوریه ۲۰۱۸    | ۴ سال، ۰ روز    | باراک اوباما                                        |
| ۱۶   |       | جروم پاول (۱۹۵۳-)             | ۵ فوریه ۲۰۱۸    | در حال فعالیت   | ۷ سال، ۳۶ روز   | دونالد ترامپ جو بایدن                               |